# Höheres Kommando z.b.V. XXXXV
Het Duitse Höheres Kommando z.b.V. XXXXV (Nederlands: Hoger Korps Commando voor speciale inzet 45) was een soort Duits legerkorps van de Wehrmacht tijdens de Tweede Wereldoorlog. Het H.Kdo. was alleen in actie in Frankrijk. 

## Krijgsgeschiedenis

### Oprichting
Het Höheres Kommando z.b.V. XXXXV werd opgericht op 8 maart 1940 bij Königsberg in Wehrkreis I.

### Inzet

Demarcatielijn in Frankrijk

Het H.Kdo. nam in Polen de sector over van het Höheres Kommando z.b.V. XXXI en fungeerde als bezettingsmacht rond Plonsk, Sierpc, Ostrołęka, and Ciechanów, alles noordelijk van Warschau.
Midden mei 1940 transfereerde het H.Kdo. naar het Saarland en nam deel aan offensieve operaties in het gebied van de Moezel en het doorbreken van de Maginotlinie tijdens Fall Rot met de 95e en 167e Infanteriedivisies. In juli volgde een verplaatsing van Bar-le-Duc, Commercy en Toul naar Nancy, Bitche, Metz, Saint-Dié-des-Vosges en Straatsburg voor bezettings- en trainingstaken. Van september 1940 tot februari 1941 voerde het H.Kdo. bezettings- en veiligheidstaken uit langs de Demarcatielijn rond Nevers, Moulins en Bourges, en van februari 1941 tot mei 1942 rond Vierzon, Dijon, Besançon, Chalon-sur-Saône en Sens. Van december 1941 tot mei 1942 beschikte het H.Kdo. hiervoor over de 337e en 712e Infanteriedivisies.
Het Höheres Kommando z.b.V. XXXXV werd op 27 mei 1942 in Frankrijk omgedoopt naar 83e Legerkorps.

## Bovenliggende bevelslagen
| Leger                       | Legergroep              | Plaats/regio                    | Begin           | Eind            |
| --------------------------- | ----------------------- | ------------------------------- | --------------- | --------------- |
| Ob.Kom. Grenzabschnitt Nord | Oberkommando des Heeres | Polen                           | 8 maart 1940    | midden mei 1940 |
| 1. Armee                    | Heeresgruppe C          | Saarpfalz, Lotharingen, Vogesen | midden mei 1940 | september 1940  |
| 2. Armee                    | Heeresgruppe C          | Demarcatielijn                  | September 1940  | 26 oktober 1940 |
| 1. Armee                    | Heeresgruppe D          | Demarcatielijn                  | 26 oktober 1940 | 27 mei 1942     |

## Commandanten
| Rang                   | Naam            | Begin        | Eind         |
| ---------------------- | --------------- | ------------ | ------------ |
| General der Infanterie | Kurt von Greiff | 8 maart 1940 | 1 april 1942 |
| General der Infanterie | Hans Felber     | 1 april 1942 | 27 mei 1942  |